# Терентьєвське
Тере́нтьєвське (рос. Терентьевское) — село у складі Прокоп'євського округу Кемеровської області, Росія.

## Населення
Населення — 2845 осіб (2010; 2849 у 2002).
Національний склад (станом на 2002 рік):
- росіяни — 94 %